# 伊那田島站
伊那田島站（日语：／ Ina-tajima eki */?）是位於日本長野縣上伊那郡中川村片桐的東海旅客鐵道（JR東海）飯田線車站。

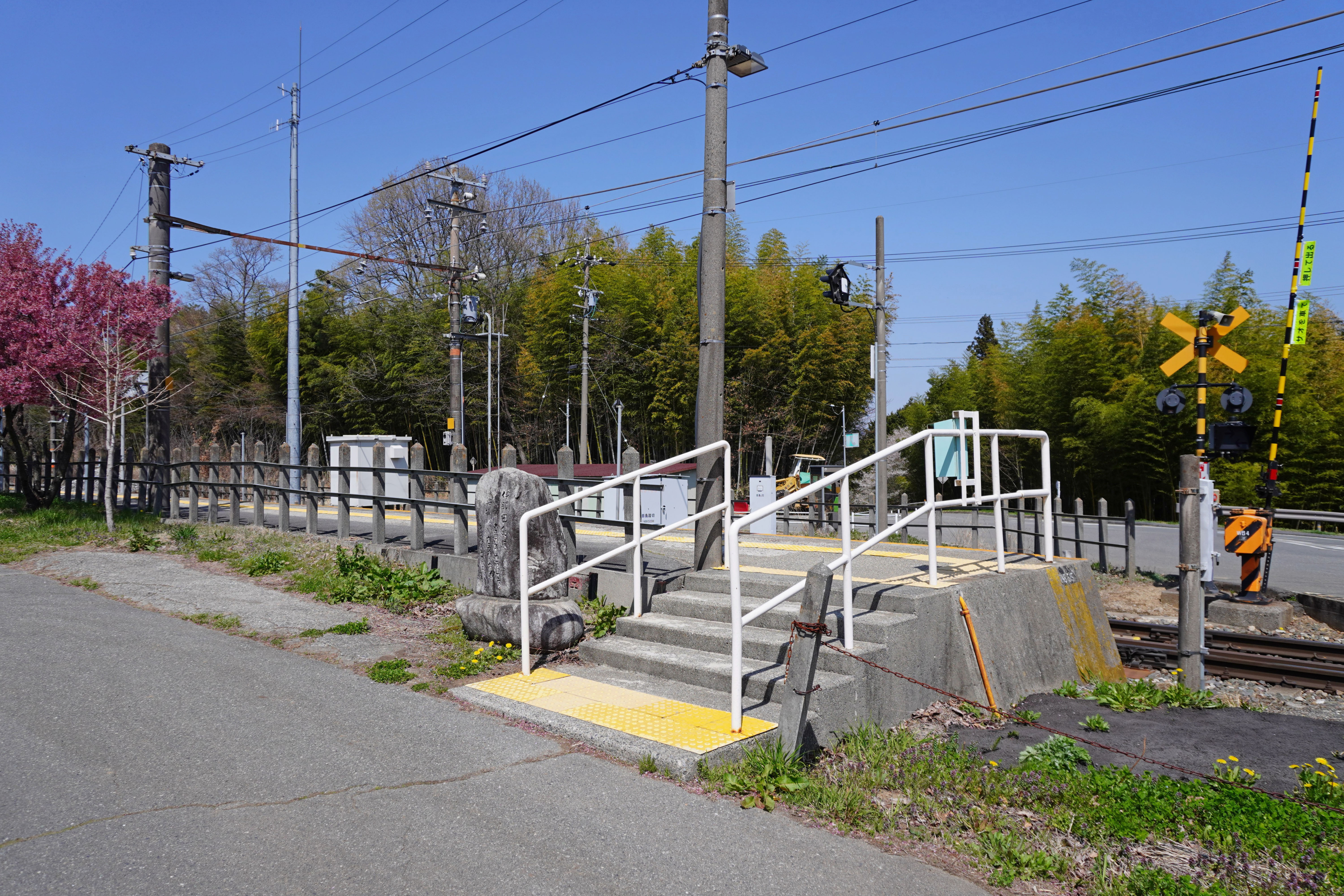
車站入口(2023年4月)

## 車站構造
- 單式月台，1面1線，不可以列車交會。有一條側線。
- 地面車站。
- 由伊那市站管理的無人站。
- 設有候車室。

## 車站周邊
車站南面有一片果園。

## 历史
- 1918年（大正7年）7月23日 - 伊那電氣鐵道高遠原站至上片桐站延伸段啟用。新設伊那田島停車站終點站。
- 1943年（昭和18年）8月1日 - 伊那電氣鐵道線國有化，成為國鐵飯田線車站，並同日停用車站。並且升級至伊那田島站。當時，在東海道本線濱松站至名古屋站、飯田線各站、中央本線上諏訪站至鹽尻站、松本站上車的乘客可使用本車站。
- 1954年（昭和29年）12月1日 - 在東京都區內的車站與長野站上車的乘客也可使用本車站。
- 1971年（昭和46年）4月1日 - 旅客上落車站的制限廢除。
- 1971年（昭和46年）12月1日 - 成為無人站。
- 1987年（昭和62年）4月1日 - 因國鐵分割民營化，本站成為東海旅客鐵道的車站。

## 相鄰車站
東海旅客鐵道
 飯田線
■快速「水篶」
通過
■普通
上片桐－伊那田島－（大澤信號場）－高遠原